# From the Cradle to Enslave
Albums de Cradle Of Filth
Cruelty and the Beast
(1998) Midian
(2000)
From the Cradle to Enslave est un EP de Cradle of Filth sorti en 1999 chez Music for Nations. 

## Contexte
C'est dans un moment de doute et de tension que Cradle Of Filth sort cet EP. Tout d'abord annoncé pour une sortie mondiale le 01/11/1999, la France subit le contentieux entre Music for Nation et son distributeur français musisoft. Résultat une sortie repoussée de trois semaines dans les réseaux de distribution. En ce qui concerne le groupe, la valse des changements s'est accélérée au cours des derniers mois. À la sortie de ce EP Nicholas Barker, Stuart Anstis, et Les "Lecter" Smith ont quitté le groupe.

## Musiques
Death Comes Ripping est une reprise des Misfits et Sleepless une reprise de Anathema. Perverts Church est un remix techno de From the Cradle to Enslave et Funeral in Carpathia un remix de la chanson de l'album Dusk... and Her Embrace (Be Quick or Be Dead fait certainement référence à la chanson d'Iron Maiden sur l'album Fear of the Dark). Le titre From The Cradle to enslave fera l'objet d'un vidéo clip (une version censurée et une version "dite" non censurée) ou la nudité et le gore sont à l'honneur.

## Liste des titres
La version américaine contient le titre Dawn of Eternity (Massacre cover) au lieu de Perverts Church.
| No | Titre                                                             | Durée |
| -- | ----------------------------------------------------------------- | ----- |
| 1. | From the Cradle to Enslave                                        | 6:37  |
| 2. | Of Dark Blood and Fucking                                         | 6:02  |
| 3. | Death Comes Ripping (Misfits cover)                               | 1:57  |
| 4. | Sleepless (Anathema cover)                                        | 4:19  |
| 5. | Perverts Church (From the Cradle to Deprave) (version européenne) | 4:58  |
| 6. | Funeral in Carpathia (Be Quick or Be Dead Version)                | 8:08  |

## Crédits
- Dani Filth - Vocaux
- Robin Eaglestone - Basse
- Stuart Anstis - Guitare
- Gian Pyres - Guitare
- Les Smith - Clavier
- Was Sarginson - Batterie sur les titres 1, 3 et 4, Adrian Erlandsson - batterie sur le titre 2, Nicholas Barker - Batterie sur le titre 6
- Sarah Jezebel Deva - chœurs